# Лукас Мудисон
Карл Фредерик Лукас Мудисон (на шведски: Karl Frederik Lukas Moodysson) е шведски поет, режисьор и сценарист.

## Биография
Роден е на 17 януари 1969 в Малмьо, Швеция. Творческата кариера започва като писател. На 17 години публикува първата си стихосбирка, а на 23 има вече пет самостоятелни сборници от стихове и една новела. По-късно решава да се насочи към киното и постъпва в шведската драматична академия. По това време създава три късометражни филма.
Дебютът на Лукас Мудисон в голямото кино е през 1998 с филма „Покажи ми любовта“, приет изключително добре от критиката и от широката публика. „Покажи ми любовта“ е номиниран в девет филмови конкурса и успява да спечели 18 награди, между които четири златни бръмбара – шведски аналог на наградите Оскар.
Следващият му филм – „Заедно“, се посреща отново с голям успех, като в Швеция успява да засенчи дори абсолютен международен хит, като „Титаник“. Разглежда живота и отношенията в комуна, намираща се някъде в предградията на Стокхолм. Действието се развива през 70-те години, като Мудисон успява да пресъздаде вълненията на своите герои в исторически коректна атмосфера.
За разлика от предишните творби на Мудисон, пропити с позитивизъм и завършващи с щастлив край, „Лиля завинаги“ е брутален разказ, за живота на едно момиче в един реалистично-болезнен свят на безнадежност и тъга. Това обаче не пречи този филм също да бележи успех и да печели множество награди.

## Филмография

### Режисьор
- Дупка в сърцето ми (Ett hål i mitt hjärta, 2004)
- Терористи (Terrorister – en film om dom dömda, 2003)
- Лиля завинаги (Lilja4-ever, 2002)
- Заедно (Tillsammans, 2000)
- Покажи ми любовта (Fucking Åmål, 1998)
- Разговор (Bara prata lite, 1997)
- Сделка в подземния свят (En uppgörelse i den undre världen, 1996)
- Беше една тъмна и бурна нощ (Det var en mörk och stormig natt, 1995)